# Iraq Campaign Medal
.

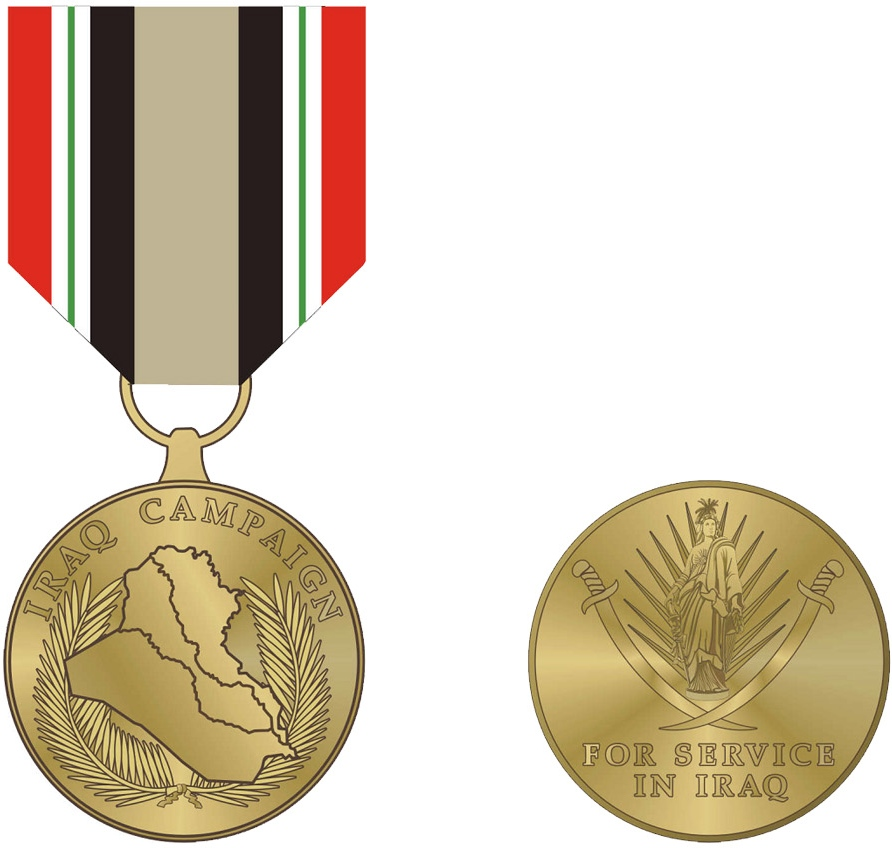
Iraq Campaign Medal/Medalia pentru Campania din Irak

Iraq Campaign Medal/ Medalia pentru Campania din Irak este o medalie militară americană.
Această medalie recunoaște serviciul militar efectuat în Irak din 1999 până în zilele noastre în cadrul forțelor de menținere a păcii.
Medalia pentru Campania din Irak a fost înființată printr-un act al Congresului Statelor Unite la data de 29 noiembrie 2004, prin Ordinul Executiv nr. 13363 și aprobat de președintele George W. Bush. 
Medalia pentru Campania din Irak a fost proiectată de Institutul de Heraldică a Armatei SUA.
Medalia a devenit accesibilă pentru acordare din iunie 2005.
Medalia se acorda pentru militarii SUA care au efectuat serviciu în Irak sau apele teritoriale ale Irakului pentru o perioadă consecutivă de treizeci de zile sau șaizeci de zile neconsecutive.
Persoanele care au participat la luptă armată, au fost răniți în luptă armată sau atac terorist primesc medalia indiferent de timpul petrecut în serviciu.